# Potočnikov graben, Mošenik
Potočnikov graben je potok, ki izvira na jugovzhodnih pobočjih Begunjščice v Karavankah, Kot desni pritok se izliva v potok Mošenik, ki nato teče po Šentanski dolini do Tržiča, kjer se kot desni pritok izliva v Tržiško Bistrico.